# Philodromus fuscomarginatus
Philodromus fuscomarginatus là một loài nhện trong họ Philodromidae.
Loài này thuộc chi Philodromus. Philodromus fuscomarginatus được Charles De Geer miêu tả năm 1778.

## Hình ảnh

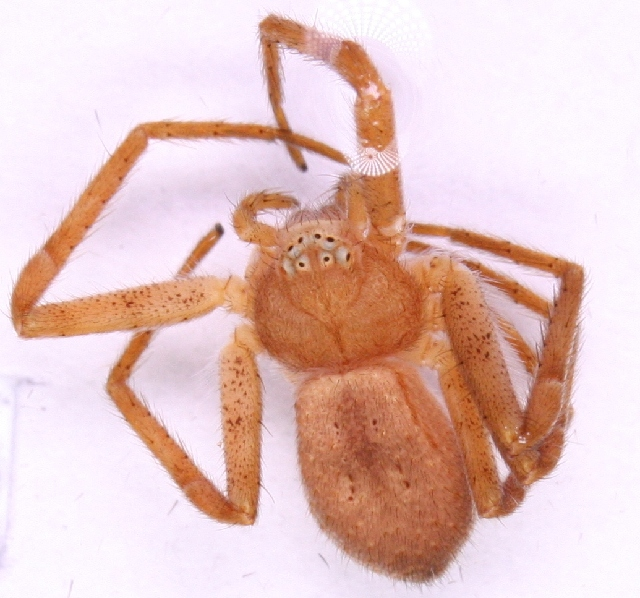